# 縱慾殺手
縱慾殺手（英文：Spree Killer），根据美国法律中的定义，即凶犯嫌疑者一人，或二、三人，在一段相对较短的时间内连续杀人两个或两个以上者，即可称为此类杀手。縱慾殺手和连环杀手不同，连环杀手可能会杀了很多人，但是杀人时间可断续达几十天甚至几十年，因此不符合縱慾殺手之定义。
若是一支军队，於戰事中奉其长官之命杀害5个以上毫无防卫能力的人称为屠杀，如果被杀害者人数很多则称为大屠杀。

## 实例
- 查爾斯·惠特曼，美國人。1966年8月1日於德州大學奧斯汀分校持槍狙擊行人，造成14人死亡，32人受傷，後遭警察射殺，為美國第一起隨機槍手事件。
- 禹範坤，韩国警察。1982年4月26日至27日於韓國慶尚南道宜寧郡偏遠村落追殺村民，殺死了包括自己在內共62人，另有33人受傷，最後用手榴彈與人質同歸於盡。
- 马丁·白赖仁，澳大利亚人。1996年4月28日於澳洲旅遊勝地阿瑟港，手持數挺半自動步槍和衝鋒槍掃射度假村內遊客，35人不幸遇難，17人受傷，後被捕。
- 赵承熙，韩裔美国人。2007年4月16日於維吉尼亞理工大學工程系諾理斯教學大樓持槍射擊學生，造成32人死亡，23人受傷，行兇後舉槍自盡。
- 罗伯特·霍金斯，美國人。2007年12月5日於內布拉斯加州奧馬哈西路商場持槍殺害9人後自殺。
- 加藤智大，日本人。2008年6月8日於東京都千代田區秋葉原開車衝撞並持刀隨意殺人共造成7死10傷。
- 安德斯·贝林·布雷维克，挪威人。2011年7月22日先於挪威首都奧斯陸市中心引爆汽車炸彈造成8人死亡，30人受傷。隨後前往奧斯陸郊外烏托亞島上，持槍襲擊挪威工黨所屬的工人青年團舉辦的夏令營，造成69人死亡，66人受傷，後被捕。
- 鄭捷，臺灣人，2014年5月21日於台北捷運持刀攻擊數十名乘客，造成4人死亡，24人受傷，後被捕。